# H. Arthur Brown
Hine Arthur Brown (* 1906; † 27. Mai 1992 in Los Angeles) war ein amerikanischer Orchesterdirigent. Er studierte Musik an der Juilliard School und am Amerikanischen Konservatorium in Fontainebleau, Frankreich.
Brown war Dirigent beim El Paso Symphony Orchestra, dem Louisville Orchestra, der Tulsa Philharmonic und dem Austrian Festival Symphony Orchestra, mit dem er auch zahlreiche Tonträger einspielte.